# Maytag
The Maytag Corporation — американский бренд бытовой техники,  принадлежащий Whirlpool Corporation после приобретения в апреле 2006 года Maytag за $2,6 млрд.

## История
Компания Maytag Washing Machine была основана в 1893 году предпринимателем Фредериком Майтагом. В 1925 году компания Maytag Washing Machine стала Maytag, Inc. В начале 1930-х годов фотограф Теодор Хоридчак фотографировал завод и некоторых из его рабочих. Во время Великой депрессии 1930-х годов компания была одной из немногих, кто действительно получал прибыль в последующие годы. В 1938 году Maytag спровоцировал забастовки рабочих компании из-за 10% снижения зарплаты. Компания смогла преодолеть забастовку после вмешательства четырех военных компаний, включая пулеметную компанию 113-го кавалерийского полка Национальной гвардии штата Айова. 
После смерти отца в 1940 году, Фред Майтаг II, внук основателя, занял пост президента. Во время Второй мировой войны компания принимала участие в военном производстве, создавая специальные компоненты для военной техники. В 1946 году было возобновлено производство стиральных машин; в 1949 году первые автоматические машины были изготовлены на новом специализированном заводе. В 1946 году Maytag начал продавать отдельную линейку диапазонов и холодильников, изготовленных другими компаниями под названием Maytag. Во время Корейской войны компания вновь производила запчасти для военной техники, хотя производство стиральных машин продолжалось.